# Abbaye de Latroun
Pour les articles homonymes, voir Toron.
L'abbaye de Latroun se situe à 15 kilomètres à l'ouest de Jérusalem à la frontière entre la Cisjordanie et Israël. Elle abrite actuellement des moines de l'Ordre cistercien de la stricte observance (Trappistes) et est réputée pour son vin.

## L'abbaye
L'abbaye fut fondée en 1890 par des moines trappistes venant de l'abbaye de Sept-Fons en France. Ils plantèrent le premier vignoble en 1898, suivi rapidement par des travaux de défrichements et des plantations d'oliviers, de vignes, de céréales et d'agrumes. Les religieux furent expulsés pendant la Première Guerre mondiale. L'endroit fut l'objet de vifs combats pendant la bataille de Latroun en 1948 et passa sous le pouvoir jordanien après la guerre. En 1970, les moines de l'abbaye prêtèrent une partie de leur terre pour la fondation du village de la paix Neve Shalom - Wahat as Salam.

## Le Toron des chevaliers
Une forteresse nommée le Toron des chevaliers se trouvait sur la colline occupée par l'abbaye. Il n'en reste que quelques ruines. Une autre forteresse appelée aussi le Toron des chevaliers ou Toron au Liban faisait partie de la seigneurie de Toron dans le Royaume de Jérusalem.

## Emmaüs
A moins d'un kilomètre à l'est de l'abbaye se trouve le site d'Emmaüs Nicopolis, un des sites souvent cité comme l'emplacement de l'Emmaüs cité dans la Bible. C'est aussi le site du village arabe d'`Imwas (ou `Amwas) (arabe : عمواس, ʿimwās/ʿamwās) détruit en 1967 après la bataille de Latroun.